# Gai Acili Glabrió
Gai Acili Glabrió (en llatí Caius Acilius Glabrió) va ser un magistrat romà del segle ii aC.
Va ser qüestor l'any 203 aC i tribú de la plebs el 197 aC, any en què va fer aprovar una rogatio (Acilia de coloniis deducendis) per establir cinc colònies a la costa occidental d'Itàlia per reparar les devastacions causades probablement per la guerra amb Hanníbal. El 155 aC apareix com a intèrpret d'una ambaixada enviada a Roma per Atenes formada per tres filòsofs, Carnèades, Diògenes de Babilònia, i Critolau. Glabrió ja era vell aquell any, i Plutarc l'anomena "un distingit senador".
Va escriure una història de Roma en grec, des dels inicis de la ciutat fins al seu temps. Aquesta obra és citada per Dionís d'Halicarnàs, per Ciceró, per Plutarc i per l'autor d'Origo gentis Romanae. L'obra va ser traduïda al llatí per un Claudi, potser Quint Claudi Quadrigari, i aquesta versió llatina és citada per Titus Livi amb el títol d'Annales Aciliani i també Libri Aciliani. Un passatge d'Apià que apareix a Syriac. 10, podria ser una adaptació d'un fragment de Glabrió.